# حياة موريتانيا حوادث السنين
حياة موريتانيا.. حوادث السنين.. أربعة قرون من تاريخ موريتانيا وجوارها لمؤلفه المختار ولد حامد في تاريخ موريتانيا ومجتمعها، وعلاقته بتاريخ بعض المجتمعات العربية والإفريقية المجاورة.

## فضاء الكتاب
كتاب حوادث السنين كتاب في التاريخ الموريتاني بل في تاريخ جزء كبير من المغرب العربي ومن أفريقيا الغربية وهو منصب على المجتمع البيضاني ذلك المجتمع المكون من القبائل العربية التي تعيش في فضاء مكاني متسع يمتد من جنوب المغرب مرورا بمنطقة الصحراء الغربية بجزئيها: الساقية الحمراء ووادي الذهب إلى أن يصل إلى ضفاف نهر السنغال، ومن شواطئ المحيط الأطلسي غربا إلى منطقة أزواد في جمهورية مالي شرقا.
ويضم هذا المجال موريتانيا كلها وجزءا من جنوب المغرب وإقليم الصحراء وغرب الجزائر وشمال وغرب جمهورية مالي.

## ما يلخصه الكتاب
ويلخص الكتاب ذلك التاريخ المشترك وتلك الوقائع المتصلة بين أبناء هذا المجتمع الواحد الذي فرقه الاستعمار ووزعه بين دول شتى، ومن هنا تأتي أهميته كنص يجمع ما تفرق في الكتب المختلفة ويصل ما انفصل في شتى الوثائق. فكأنه كتاب يضع بين يدي القارئ لوحة متكاملة لتاريخ هذا الجزء الهام والقصي من الأمة العربية.

## هوامش الكتاب
زادت هوامش التحقيق على أربعة آلاف وثمانمائة هامش وتم شرح الكثير من المصطلحات ووضع تراجم لمئات الأعلام الشناقطة ونحو ذلك من الأماكن وسرد أخبار العشرات من الحروب والوقائع والعشرات من الظواهر الطبيعية التي ورد ذكرها في الكتاب. ولم يهمل التعريف بالثقافة الشعبية لما لها من أهمية تحدد سمات أبناء هذا الجزء من الوطن العربي.

## فهارس الكتاب
يضمّ كتاب حوادث السنين عدّة فهارس هي: أعلام الأشخاص، القبائل والمجموعات، الأماكن، الحروب وأطرافها، الظواهر الطبيعية والمجاعات والأوبئة، مصطلحات تتعلق بالحيوانات، وفهرس مصطلحات ذات طابع اقتصادي واجتماعي